# Juneau (Wisconsin)
Juneau település az Amerikai Egyesült Államok Wisconsin államában, Dodge megyében, melynek megyeszékhelye is. Lakosainak száma 2658 fő (2020. április 1.).

## Népesség
A település népességének változása:

| 2010 | 2 814 |
| 2020 | 2 658 |